# Order Waleczności (Bułgaria)

Znak lotnictwa bułgarskiego z lat 1937–1941, wzorowany na Wojskowym Orderze za Waleczność

Order Waleczności lub Order Wojskowy za Waleczność (buł. Орден „За храброст“) – pierwsze z odznaczeń państwowych Księstwa i Królestwa Bułgarii, ustanowione w 1879.

## Historia
Order Wojskowy za Waleczność został ustanowiony w styczniu 1880 przez księcia Bułgarii Aleksandra I tuż przed jego wyjazdem do Rosji na uroczystości 25-lecia panowania cara Aleksandra II. Dokonano jednak antydatowania i przyjęto dzień 29 kwietnia 1879 jako datę ustanowienia odznaczenia na pamiątkę elekcji księcia Aleksandra na tron Księstwa Bułgarii dokonanej w Tyrnowie przez parlament Bułgarii. Order został zniesiony przez komunistów po upadku monarchii w 1946, jednak na emigracji nadal nadawał go król Symeon II. Obecnie order jest nadawany przez króla Bułgarów Symeona II, który jest jego wielkim mistrzem. W Republice Bułgarii order został odnowiony w 2003.

## Zasady nadawania
Order Wojskowy Waleczności jest przyznawany obywatelom bułgarskim i obcokrajowcom za wyjątkowe bohaterstwo na polu walki. Wyjątkowo był nadawany głowom obcych państw i obywatelom bułgarskim za szczególne zasługi dla spraw narodowych. Order dzieli się na pięć klas (w wersji republikańskiej jedynie na trzy: Krzyż Złoty, Srebrny i Brązowy):
- Krzyż Wielki (biała emalia z koroną)
- Order I klasy (biała emalia z koroną)
- Order II klasy (biała emalia z koroną)
- Order III klasy (biała emalia bez korony)
- Order IV klasy (czerwona emalia bez korony).

Podczas II wojny światowej dodano jeszcze order V klasy. Był nim krzyż o identycznym rysunku jak ordery klas III i IV jednak wykonany był całkowicie z brązu.

## Opis odznaki
Odznaką Orderu Wojskowego za Waleczność (przyznawanego przez monarchię bułgarską i króla Symeona II) jest pozłacany srebrny krzyż maltański z białej emalii. Pośrodku krzyża umieszczony jest medalion z czerwonej emalii ze złotym lwem bułgarskim i otoczką z zielonej emalii, na której znajduje się złoty napis po bułgarsku: „ЗА ХРАБРОСТ" (Za Waleczność) i rok 1915 lub 1941. Pomiędzy ramionami krzyża znajdują się skrzyżowane dwa złote miecze, a nad odznakami Krzyża Wielkiego oraz I i II klasy znajduje się złota korona. Na rewersie odznaki widnieje napis „КНЯЗЬ НА БЪЛГАРИЯ 1879" (Książę Bułgarii 1879) i ukoronowany inicjał fundatora – „A".
Wersja orderu przyznawanego przez prezydenta Bułgarii różni się nieznacznie od wersji królewskiej. Na awersie nie ma żadnej daty, a na rewersie, zamiast daty fundacji i inicjałów księcia Aleksandra, znajduje się przepaska w bułgarskich barwach narodowych i napis „РЕПУБЛИКА БЪЛГАРИЯ” (Republika Bułgarii). Krzyż orderu I klasy jest koloru białego, II klasy koloru czerwonego, a III klasy koloru brązu. Wszystkie krzyże zwieńczone są koroną, nieco różniącą się od tej sprzed 1946.
Gwiazda orderu przysługuje odznaczonym Krzyżem Wielkim oraz orderem I klasy. Jest nią srebrna ośmiokątna figura z bardzo słabo zarysowanymi ramionami. W niektórych odmianach gwiazda przypomina niemal romb lub kwadrat, w innych ma mocniej zarysowane ramiona. Pośrodku gwiazdy znajduje się medalion z odznaki orderu ze czerwonej emalii z bułgarskim lwem, w zielonej otoczce, na której umieszczono napis po bułgarsku:  „ЗА ХРАБРОСТ" (Za Waleczność). Wstążka orderu ma kolor błękitny z dwoma srebrnymi bordiurami wzdłuż obu brzegów.

## Odznaczeni
Wśród odznaczonych Orderem Wojskowym Waleczności znaleźli się m.in.:
- książę Bułgarii Aleksander I
- król Bułgarów Borys III
- cesarz Austrii Franciszek Józef I
- cesarz Austrii Karol I
- cesarz Niemiec Wilhelm II
- car Rosji Aleksander III
- król Rumunii Karol I
- król Serbii Milan I
- książę Czarnogóry Mikołaj I
- wielki książę Hesji Ludwik IV
- książę Karol Edward z Saksonii-Coburga-Gothy
- sułtan turecki Mehmed V
- Stamen Grigorow (1878–1945) – odkrywca bakterii Lactobacillus delbrueckii ssp. bulgaricus.